# Peter F. Bringmann
Peter F. Bringmann (* 1. August 1946 in Hannover) ist ein deutscher Filmregisseur.

## Leben
Nach dem Filmregiestudium von 1968 bis 1971 an der Hochschule für Fernsehen und Film München (HFF) arbeitete Bringmann zunächst als Regieassistent und Produktionsleiter. 1973 entwickelte er mit anderen HFF-Absolventen das Drehbuch Kein Grund zur Unruhe, das er 1974 für den WDR Köln inszenierte. Beim WDR entstand die Zusammenarbeit mit dem Drehbuchautor Matthias Seelig, mit dem er über Jahrzehnte Filmstoffe entwickelte. Auf der Suche nach einem Regisseur für Matthias Seeligs Buch Aufforderung zum Tanz übertrug der WDR Bringmann die Regie; die Hauptrolle spielte Marius Müller-Westernhagen. Danach drehte Bringmann den Fernsehfilm Paul kehrt zurück mit Tilo Prückner und Manfred Krug, wieder von Matthias Seelig geschrieben.
Seinen Durchbruch hatte Bringmann mit dem Fernsehfilm Der Tag, an dem Elvis nach Bremerhaven kam. Horst Königstein schrieb das Drehbuch zu diesem Film, der 1979 in der ARD erstmals ausgestrahlt wurde. Bringmanns Film Theo gegen den Rest der Welt wurde 1980 mit Müller-Westernhagen in der Titelrolle zum größten deutschen Kassenerfolg des Kinojahres. Vergleichbare Erfolge sollten jedoch in den Folgejahren ausbleiben. Der Musikfilm Die Heartbreakers von 1982 blieb kommerziell eher bescheiden, dafür reüssierte er mit Der Schneemann (1984). Im Jahre 1985 folgte der nach einigen Querelen erst 1987 ausgestrahlte, erfolgreiche Fernsehkrimi Gambit (Zweiteiler), wohingegen African Timber (1989), zum ersten Mal ohne Matthias Seelig, kein kommerzieller Erfolg wurde.
1992 versuchte Bringmann gemeinsam mit Götz George mit der Serie Morlock eine Nachfolge für Georges Figur des Horst Schimanski zu etablieren. Die Serie Morlock, deren ersten Teil Bringmann selbst inszenierte, hatte jedoch wenig Erfolg und wurde nach vier Folgen wieder abgesetzt. Das nächste Projekt, der Science-Fiction-Film Die Sturzflieger von 1995, wieder nach einem Drehbuch von Matthias Seelig, war ebenfalls kein kommerzieller Erfolg. Danach drehte Bringmann weiter für das Fernsehen, unter anderem die erfolgreiche dreiteilige Familienserie Vater wider Willen (1995) mit Christian Quadflieg und Suzanne von Borsody. Die erfolgreiche neue Serie Ein starkes Team (1999) mit Maja Maranow und Florian Martens in den Hauptrollen brachte wiederholt im Fernsehen höhere Einschaltquoten.
Bringmann wurde am 6. Dezember 2012 nach 22 Jahren Lehrtätigkeit im Fach Spielfilmregie an der Kunsthochschule für Medien Köln in den Ruhestand verabschiedet. Er ist Mitglied im Bundesverband Regie (BVR).

## Filmografie

### Kino
- 1979: Der Tag, an dem Elvis nach Bremerhaven kam
- 1980: Theo gegen den Rest der Welt
- 1983: Die Heartbreakers
- 1984: Der Schneemann
- 1989: African Timber
- 1995: Die Sturzflieger
- 1997: Die drei Mädels von der Tankstelle

### Fernsehen
- 1974: Kein Grund zur Unruhe
- 1974: Ein Haus für uns: Jugenderholungsheim
- 1977: Aufforderung zum Tanz
- 1978: Paul kehrt zurück
- 1985: Gambit (Zweiteiler)
- 1992: Morlock
- 1993: Morlock: Kinderkram
- 1995: Vater wider Willen (Dreiteiler)
- 1997: Tatort: Bienzle und der tiefe Sturz
- 1999: Ein starkes Team: Die Natter
- 2000: Der Schnapper: Ein Toter kehrt zurück
- 2000: Meine Mutter, meine Rivalin
- 2001: Ein starkes Team: Lug und Trug
- 2001: Doppelter Einsatz: Kinderspiel
- 2002: Ein starkes Team: Der Mann, den ich hasse
- 2002: Tatort: Zahltag
- 2002: Tatort: Der dunkle Fleck
- 2003: Ein starkes Team: Kollege Mörder
- 2004: Tatort: Waidmanns Heil
- 2004: Tatort: Mörderspiele
- 2004: Tatort: Verraten und verkauft
- 2005: Ein starkes Team: Lebende Ziele
- 2005: Der Staatsanwalt: Henkersmahlzeit
- 2005: Wilsberg: Ausgegraben
- 2006: Wilsberg: Falsches Spiel
- 2007: Der Staatsanwalt: Glückskinder
- 2007: Lutter: Blutsbande